# الكنيسة الكلدانية الكاثوليكية
الكنيسة الكلدانية الكاثوليكية (بالسريانية: ܥܕܬܐ ܟܠܕܝܬܐ ܩܬܘܠܝܩܝܬܐ, رومنة: عيثا كَلدَيثا قاثوليقَيثا) هي كنيسة تنتمي إلى المذهب الشرقي للكاثوليكية، الذي يضم كنائس مستقلة من أصل شرقي والتي تحتفظ بشعائرها وتقاليدها ولكن تعترف بسلطة بابا روما.
الكنيسة الكلدانية لها علاقة مباشرة بشعب بابل القديم أو الكلدان.
لغة الشعائر التقليدية للكنيسة الكلدانية هي السريانية باللهجة الشرقية، وهي من سلالة الآرامية لغة السيد المسيح. معظم كلدانيي العراق يتحدثون بلغتهم الكلدانية
يقطن أتباع الكنيسة الكلدانية الكاثوليكية اليوم في العراق، تركيا، سوريا ولبنان، بالإضافة لمهاجرين في أوروبا وأمريكا وأستراليا.

## تاريخ الكنيسة الكلدانية الكاثوليكية
الكنيسة الكلدانية الكاثوليكية المعروفة أيضا بكنيسة بابل هي كنيسة شرقية مركزها في بغداد تتبع المذهب الروماني الكاثوليكي وهي في شركة تامة مع بابا روما.
انشقت هذه الكنيسة عن كنيسة المشرق أو كنيسة السريان المشارقة ويدعون أيضا بالنساطرة، وكانت كنيسة المشرق قد نشأت بدورها ضمن حدود الدولة الفارثية ببلاد ما بين النهرين خلال القرون المسيحية الأولى وازدهرت بين القرنين السادس والثالث عشر.
وكان سبب انشقاق الكنيسة الكلدانية عن كنيسة المشرق أن الأخيرة كانت قد قررت في القرن السادس عشر أن تحصر منصب البطريرك في عائلة البطريرك مار شمعون الرابع الملقب باصيدي، فيتورث المنصب البطريركي إلى ابن الأخ أو ابن العم، وهكذا أوقف العمل بقانون الانتخاب الذي جرت عليه الكنيسة منذ البدء والمعمول به في بقية الكنائس المسيحية، فبدأت بوادر الخلاف بالظهور بين مطارنة تلك الكنيسة حتى تفاقم الأمر عام 1552 م حينما رفضت مجموعة من المطارنة وبشدة قبول التسلسل الوراثي لوصول صبي غير مدرب إلى منصب البطريركية فقد كان وريث البطريرك الوحيد.
فاجتمعوا في أربيل وانتخبوا مار شمعون الثامن يوحنان سولاقا وهو كان يشغل منصب رئيس دير الربان هرمزد انتخبوه بطريركا بدلا عن بطريركهم الصغير مار شمعون برماما، توجه سولاقا إلى روما برفقة سبعون رجلا حتى وصل مدينة القدس ومنها انطلق في رحلته إلى عاصمة الكثلكة لينال رسامة بطريركية شرعية من البابا، وبعد مباحاثات طويلة مع الفاتيكان تعهد بها بالانضمام للكنيسة الرومانية الكاثوليكية قرر البابا يوليوس الثالث في تاريخ 20/03/1552 م إعلان يوحنان سولاقا بطريركا، وبعدها في التاسع من نيسان من ذات العام رسمه مطرانا وسلمه درع السلطة الكنسية مبتدأ عهد جديد في تاريخ المسيحية في الشرق.
فتواجد بهذا الشكل للكنيسة المشرقية بطريركين في نفس الوقت بطريرك وراثي مقره القوش في سهل نينوى وبطريرك باباوي مقره في ديار بكر جنوب شرق تركيا، استمر هذا الوضع غير الطبيعي حتى عام 1662 م عندما قام البطريرك في ديار بكر مار شمعون الثالث عشر دنحا بالخروج عن سلطة بابا روما ونقل مقره إلى قرية قدشانيس في حكاري في تركيا، فكان رد الفاتيكان على ذلك بإقامة بطريرك جديد ليقود الكلدانيون الذين ظلوا موالين للعقيدة الكاثوليكية، هذه الجماعة عرفت بالكنيسة الكلدانية الكاثوليكية.
لم تكن شركتهم مع كنيسة روما كاملة حتى عام 1830 م عندما قام البابا بيوس الثامن بالتصديق والتأكيد على تسمية مار يوحنا الثامن هرمز رئيسا للكنيسة الكلدانية الكاثوليكية حاملا لقب بطريرك بابل للكلدان.

## الكنيسة الكلدانية الكاثوليكية اليوم
شهدت العلاقات بين هذه الكنيسة (الكنيسة الكلدانية الكاثوليكية) وبين كنيسة المشرق الآشورية تحسنا في السنوات الأخيرة، وكان اللقاء الذي جمع عام 1996 م مار دنخا الرابع بطريرك الآشوريين المشرقيين ومار روفائيل بيداويد بطريرك الكلدان، كان ذلك اللقاء نقطة انطلاق الجهود لتوحيد الكنيستين من جديد، وتتمتع الكنيسة بعلاقات طيبة مع بقية الكنائس في المنطقة.
بطريرك الكنيسة الحالي هو لويس روفائيل الأول ساكو، الذي انتخب لهذا المنصب في شباط 2013 عقب استقالة سلفه عمانوئيل الثالث دلي.
هاجر أبناء هذه الكنيسة بأعداد كبيرة للولايات المتحدة الأمريكية وخصوصا إلى ولاية ميشيغان كما هاجروا أيضا إلى أستراليا وأوروبا.
وقد تعرضت كنيسة الكلدان وبقية مسيحيي العراق إلى هجمات عديدة بعد حرب العراق ما أدى إلى نزوح معظم أبنائها من بغداد والموصل إلى قرى سهل نينوى وإقليم كردستان العراق، بالإضافة إلى هجرة أعداد كبيرة إلى سوريا والولايات المتحدة وأوروبا.
والكنيسة الكلدانية هي عضو في مجلس كنائس الشرق الأوسط.
لقد تم تنصيب البطريرك عمانؤيل الثالث دلي عضوا في مجمع الكرادلة العالمي في الفاتيكان يوم السبت المصادف 24 تشرين الثاني عام 2007 لأول مرة في تاريخ العراق. يوجد 9 ابرشيات للكلدان الكاثوليك في العراق.

## أبرشيات الكنيسة الكلدانية الكاثوليكية
- أبرشية بغداد الكلدانية
- أبرشية القوش الكلدانية
- أبرشية دهوك الكلدانية
- أبرشية زاخو الكلدانية
- أبرشية كركوك والسليمانية الكلدانية
- ابرشية البصرة الكلدانية
- ابرشية اربيل الكلدانية
- ابرشية الموصل وعقرة الكلدانية

- أبرشية حلب الكلدانية الكاثوليكية
- الأبرشية الكلدانية الكاثوليكية في القاهرة
- ابرشية بيروت الكلدانية
- ابرشية طهران الكلدانية
- ابرشية أمد الكلدانية – تركيا
- النيابة البطريركية الكلدانية في الاردن

- أبرشية مار توما الرسول الكلدانية - أمريكا
- أبرشية مار بطرس الرسول الكلدانية - أمريكا
- أبرشية مار أدي الكلدانية - كندا
- أبرشية القديس توما الكلدانية في أستراليا ونيوزيلندا

## سلالة البطاركة الكلدان المتحدين بروما
أطلع على مقالة : بطاركة بابل للكلدان

## وصلات خارجية
- موقع «مار أدي الرسول» للبطريركية الكلدانية في بغداد - العراق
- موقع رعية كنيسة الكلدان الكاثوليك في أمريكا
- الجامعة الكاثوليكية في أربيل